# Charitopes vividus
Charitopes vividus là một loài tò vò trong họ Ichneumonidae.